# جنگ با داعش
در پی پیشروی و گسترش عملیات نظامی دولت اسلامی عراق و شام یا به اختصار داعش در عراق و سوریه که توامان با خشونت‌های بی‌رحمانه‌ای بود و به‌دلیل نگرانی از گسترش و ادامه حیات این گروه تروریستی، بسیاری از کشورها در نیمهٔ ابتدایی سال ۲۰۱۴ تصمیم به مداخله نظامی در جنگ داخلی سوریه و جنگ داخلی عراق گرفتند. علاوه بر این مداخلات، برخی از کشورها، حملات محدودتری علیه هم‌پیمانان داعش در لیبی، نیجریه و کامرون نیز انجام داده‌اند. طبق اطلاعات منتشر شده توسط منابع آمریکایی و بریتانیایی، در اواسط ژوئن ۲۰۱۴ پهپادها و نیروهای ایرانی به عراق وارد شده و عملیات خود را آغاز کرده‌اند. به‌طور همزمان تعداد محدودی از نیروهای زمینی و هوایی ایالات متحده آمریکا نیز به عراق وارد شده و به انجام عملیات پرداخته‌اند. در ماه اوت ۲۰۱۴ ایران و آمریکا به‌طور جداگانه سلسله حملات هوایی گسترده‌ای را علیه داعش در عراق آغاز کردند. از آن زمان ۱۵ کشور دیگر به رهبری آمریکا در انجام حملات هوایی علیه داعش در عراق و سوریه مشارکت داشته‌اند.
در سپتامبر ۲۰۱۵ ائتلافی تحت عنوان ائتلاف روسیه - ایران - سوریه - عراق تشکیل شد. این ائتلاف با هماهنگی حکومت سوریه، هزاران عملیات بمباران علیه داعش، جبهه النصره و ارتش آزاد سوریه انجام دادند. در پی حملات این دو ائتلاف، داعش شروع به عقب‌نشینی از مناطق اشغال شده کرد و در ماه‌های بعد نیز، کنترل بسیاری از مناطق اشغال‌شده را از دست داد.
در سپتامبر ۲۰۱۷، تمامی مناطق اشغال شده در عراق آزاد شد و دولت فدرال عراق در ۹ دسامبر ۲۰۱۷، پایان جنگ و نیز پیروزی بر داعش را به‌طور رسمی اعلام کرد. در ۲۳ مارس ۲۰۱۹ و پس از نبرد باغوز فوقانی داعش تمامی زمین‌ها و مناطق اشغال شده در سوریه را به‌طور کامل از دست داد. سازمان ملل متحد تخمین می‌زند که تا ماه اوت ۲۰۲۰ همچنان ۱۰۰۰۰ نفر از پیکارجویان داعش در عراق و سوریه باقی مانده‌اند.

## پیشینه
کشورهای مختلف به دلایل سیاسی گوناگون در سطوح و درجه‌های متنوع تصمیم به حضور در این شرایط پیچیده گرفته‌اند. سازمان ملل متحد، اسرائیل، فیلیپین، مالزی و همچنین رسانه‌های غربی و خاورمیانه‌ای، داعش را یک سازمان تروریستی توصیف کرده‌اند و آمریکا، انگلستان، اندونزی، استرالیا، کانادا و عربستان سعودی، این سازمان را به عنوان یک سازمان تروریستی خارجی قلمداد کرده‌اند. سازمان ملل و عفو بین‌الملل هم این سازمان را به نقض گستردهٔ حقوق بشر متهم کرده‌اند.
سازمان ملل و تعدادی از رهبران کشورهای جهان از جمله عراق، فرانسه، ایران، آمریکا و بریتانیا، داعش را یک خطر فراتر از منطقه قلمداد کرده و درخواست کردند که این گروه در فهرست تروریست‌ها و جنایتکاران جنگی قرار گیرد. همچنین آمریکا، در حمایت از دولت عراق، اعلام کرد که «همه گزینه‌ها برای کمک به دولت عراق باز است».
سازمان ملل متحد ضمن محکوم کردن اقدامات داعش، اعلام کرد که این گروه می‌تواند در فهرست گروه‌های تروریستی و جنایت‌کاران جنگی قرار گیرد.
روز ۲۴ مرداد ۱۳۹۳ شورای امنیت به اتفاق آراء در نشست شماره ۷۲۴۲ خود قطعنامه شماره ۲۱۷۰ را تصویب کرد این قطعنامه تحت فصل هفتم منشور سازمان، با یک مقدمه و ۲۴ بند و ۶ پیوست، از داعش به عنوان یک گروه تروریستی یاد و خواستار انحلال آن شد. این قطعنامه با یادآوری قطعنامه‌های قبلی در مورد تروریسم از کشورهای عضو سازمان ملل می‌خواهد که تصمیم‌های مناسب را برای تحریم این گروه در بخش‌های اقتصادی یا اعمال فشار لازم اتخاذ کند. کشورها مطابق قطعنامه شماره ۱۴۵۲ (مصوب ۲۰۰۲) سازمان ملل موظفند با این گروه‌ها برخورد کنند و همه کشورهای عضو موظفند این گروه‌ها را در فهرست ممنوعه کشورهای خود قرار دهند.
.
قطعنامه شورای امنیت خواستار انحلال و خلع سلاح دولت اسلامی(ISI) و همچنین جبهه النصره شده و شش نفر از حامیان آن را در فهرست تحریم قرار داد.
در این میان گروهی از کشورها قبل از قطعنامه مذکور در بخش‌های ملی خود گروه داعش را در فهرست تروریستی قرار داده‌اند که می‌توان به اداره ضد تروریست آمریکا، دفتر رسمی دولتی انگلستان و آژانس ملی ضد تروریسم اندونزی اشاره نمود.

## ائتلاف به رهبری آمریکا
با شروع اوت ۲۰۱۴ ایالات متحده یک گروه ائتلافی از همراهان برای مقابله نظامی با داعش تشکیل داد. کشورهای مختلف به صورت هوایی و کمک‌های نظامی و نیروهای زمینی در این ائتلاف مشارکت کردند.

## همکاری ایران و آمریکا
ایران و آمریکا هر دو به دولت عراق در نبرد با داعش، کمک کردند، اما دو کشور، رسماً همکاری مستقیم با یکدیگر در این زمینه را رد کرده‌اند. سید علی خامنه‌ای، رهبر جمهوری اسلامی گفت که ایران بارها درخواست مقام‌های آمریکایی برای مذاکره دربارهٔ داعش را رد کرده است. دولت آمریکا گفتگوهای حاشیه‌ای با دیپلمات‌های ایرانی دربارهٔ داعش را رد نکرده، اما تصریح کرد که در نبرد با داعش با ایران همکاری نظامی ندارد و نخواهد داشت. با این حال جان کری، وزیر امور خارجه آمریکا روز ۱۹ سپتامبر (۲۸ شهریور) تأکید کرد که ایران همچنان می‌تواند در اقدامات جهانی برای مقابله با گروه دولت اسلامی مشارکت کند.
خبرگزاری رویترز از مقام‌های ارشد ایران نقل کرد که این کشور آماده است در نبرد با گروه داعش با آمریکا و متحدانش همکاری کند، اما در مقابل انتظار دارد که آن‌ها انعطاف بیشتری دربارهٔ برنامه غنی‌سازی اورانیوم ایران از خود نشان دهند. یک مقام ایرانی به خبرگزاری رویترز گفت: «ایران کشوری بسیار بانفوذ در منطقه است و می‌تواند در مقابله با تروریست‌های داعش کمک کند… اما این یک خیابان دوطرفه است. از این دست می‌دهید، از آن دست می‌گیرید… داعش تهدیدی برای امنیت جهانی است نه برنامه هسته‌ای ما که صلح‌آمیز است.» این مقام‌های ایرانی به رویترز گفتند که جدا کردن مذاکرات هسته‌ای ایران و درگیری‌های منطقه‌ای برای قدرت‌های غربی کار سختی خواهد بود، حتی بحث دربارهٔ این موضوع در حاشیه مذاکرات اتمی هم مشکل خواهد بود چرا که به گفته آن‌ها آمریکا و متحدانش مصمم هستند که مذاکرات هسته‌ای را مشخصا به مسائل هسته‌ای اختصاص دهند.

## ائتلاف جهانی علیه داعش
وزارت امور خارجه ایالات متحده آمریکا گفت: چهل کشور برای تشکیل ائتلاف علیه داعش اعلام موافقت کردند. هدف از این ائتلاف هماهنگی و همکاری در مورد تهدیداتی است که داعش به وجود می‌آورد. این کشورها نقش‌های متفاوتی خواهند داشت، البته تمامی آن‌ها به‌طور مستقیم از عراق حمایت نظامی نمی‌کنند. ائتلاف به دنبال قطع درآمد و جلوگیری از حمایت خارجی و ایدئولوژیکی داعش است. ایران در بین این ۴۰ کشور نیست.
ده کشور عرب، عربستان سعودی، بحرین، مصر، عراق، اردن، کویت، لبنان، امان، قطر و امارات متحده عربی در این نشست حضور داشتند. این کشورها برای همکاری با آمریکا علیه گروه دولت اسلامی (داعش) اعلام آمادگی کرده‌اند. این کشورها متعهد شده‌اند که مانع از جریان تأمین مالی و پیوستن پیکارجویان به دولت اسلامی‌شوند. آمریکا ممکن است علاوه بر حملات هوایی علیه پیکارجویان در عراق، به اقدام علیه آنان در خاک سوریه نیز بپردازد. روسیه هشدار داده است که چنین اقدامی بدون مجوز سازمان ملل به منزله تجاوز به قلمرو سوریه و نقض فاحش حقوق بین‌الملل است.

## حمله هوایی ایالات متحدهٔ آمریکا به داعش در سوریه
در ساعات پایانی روز دوشنبه، ۳۱ شهریور و مصادف ۲۱ سپتامبر ۲۰۱۴، نخستین حملات ایالات متحدهٔ آمریکا علیه مواضع داعش در خاک سوریه آغاز شد. این عملیات با همکاری هم‌پیمانان آمریکا از جمله برخی از کشورهای عربی صورت گرفته است. ساعاتی بعد، خبرهایی از وارد آمدن خسارات سنگین بر مواضع داعش در سوریه منتشر شد. به گفتهٔ نظارت بر حقوق بشر سوریه که مقر آن در لندن است، خبرهای محلی حاکی از آن دارند که شمار قابل توجهی از اعضای این گروه کشته شده و خسارات جدی به مواضع آن‌ها وارد شده است. دولت سوریه اعلام کرده که از پیش، در جریان این حملات قرار گرفته بود. عربستان سعودی شرکت در این حملات را تأیید کرده است. دبیرکل سازمان ملل متحد اظهار داشته که «من اطلاع دارم که حملات امروز به درخواست مستقیم دولت سوریه انجام نشده، اما می‌دانم که دولت سوریه قبلاً از این موضوع خبردار شده است».

## اعلام رسمی کاخ سفید در مورد جنگ با داعش
دولت آمریکا در راستای شفاف‌سازی دربارهٔ سیاست‌هایش در قبال سوریه رسماً اعلام کرد که واشینگتن در جنگ با گروه تروریستی دولت اسلامی (داعش) قرار دارد. وزارت دفاع آمریکا (پنتاگون) نیز گفت: می‌دانیم که ما در جنگ با داعش قرار داریم؛ درست همانند جنگی که با القاعده و گروه‌های وابسته به آن داریم. جان کری وزیر امور خارجه آمریکا نیز گفت: ما وارد عملیات ضد تروریستی مهمی شده‌ایم و قرار است که به یک عملیات طولانی مدت مبارزه با تروریسم تبدیل شود.

## اعزام ۳۰۰۰ تفنگدار نیروی دریایی آمریکا برای آزادسازی موصل
در فوریه ۲۰۱۵ برای نخستین‌بار تفنگداران دریایی ایالات متحده آمریکا برای عملیات مستقیم علیه داعش در عراق حضور یافتند. بیش از ۳۰۰۰ تن از این نیروها در مکان‌های مختلفی در عراق مستقر شدند. بخش اعظم این نیروها در پایگاه عین‌الاسد در الانبار مستقر شدند. بخش دیگر آن‌ها نیز وارد بغداد شدند تا از سفارت آمریکا در مقابل خطرات آتی داعش حفاظت به عمل آورند. ورود تفنگداران دریایی آمریکا به اراضی عراق و مشارکت در درگیری‌ها پس از توافق با شبه‌نظامیان شیعه صورت گرفته است. شبه نظامیان شیعه شرط کرده‌اند که نیروهای آمریکایی فقط داعشی‌ها را هدف قرار دهند، با شبه نظامیان شیعه وارد درگیری نشوند و با نیروهای عشایری سنی همکاری نداشته باشند.

## حمله هوایی روسیه به داعش در سوریه
روسیه، به درخواست دولت «بشار اسد» رئیس‌جمهور سوریه و با مجوز پارلمان مسکو، حملات هوایی خود به مواضع داعش در سوریه را آغاز کرد، در این بین آمریکا به انتقادهایی از حملات هوایی روسیه در سوریه پرداخت و اعلام کرد که حملات هوایی روسیه علیه مواضع گروه‌های میانه‌روی مخالف رژیم اسد است همچنین غیرنظامیان را نیز هدف قرار می‌دهد.

## اقدامات عراق

### برکناری برخی از فرماندهان ارتش عراق
نوری مالکی نخست‌وزیر عراق سپهبد مهدی الغراوی و معاونش سرلشکر عبدالرحمن حنظل و رئیس ستاد او سرهنگ حسن عبدالرزاق را برکنار کرد. وی همچنین سرتیپ ستاد «هدایه عبدالکریم»، فرمانده تیپ پیاده‌نظام سوم را برکنار کرد و به دادگاه نظامی ارجاع داد. نوری مالکی خاطرنشان کرد که به زودی چند تن دیگر از فرماندهان نظامی را برکنار و آنان را به دادگاه نظامی معرفی یا بازنشسته می‌کند.

### واکنش استاندار نینوا
اثیل نجیفی استاندار نینوا در پی این یورش گفت فرماندهان و نیروهای ارتش عراق که در استان نینوا مستقر بودند سلاح‌های خود را به نیروهای منطقه کردستان عراق تسلیم کرده و به این منطقه فراری شده‌اند و بقیه سلاح‌های آن‌ها نیز به کنترل نیروهای داعش درآمده است.

### پیام صوتی
ابو محمد عدنانی شامی در یک پیام صوتی گفته است: «به پیش‌روی‌های خود ادامه دهید جنگ هنوز تمام نشده اما در بغداد و کربلا خاتمه خواهد یافت. در آمادگی کامل باشید و به سمت بغداد پیش روی کنید.»

### اعلان جهاد سید علی سیستانی
سید علی سیستانی، مرجع تقلید شیعه، از شیعیان خواسته تا «سلاح بردارند و با پیکارجویان افراطی مبارزه کنند». سخنگوی ایشان اعلام کرده است که «شهروندانی که قادر به حمل اسلحه هستند، وظیفه دارند که در دفاع از کشور و مردم خود و اماکن مقدس، به نیروهای امنیتی کشور بپیوندند».

## اقدامات ایران

### فرماندهی ارتش عراق
روزنامه ساندی تایمز انگلیس و وال‌استریت ژورنال مدعی شدند ایران فرماندهی ارتش از هم فروپاشیده عراق را برعهده گرفته تا با نیروهای گروه تروریستی داعش مقابله کند. قاسم سلیمانی فرمانده سپاه قدس ایران، عملیات دفاع از بغداد پایتخت عراق را در مقابل حملات نیروهای گروه تروریستی داعش، فرماندهی می‌کرد. یک منبع عراقی مدعی شد: ژنرال سلیمانی با ۶۷ مشاور ارشد خود به عراق سفر کرد و فرماندهی عملیات‌ها را برعهده گرفت و بر استقرار نیروهای عراقی و برنامه‌ریزی برای عملیات، نظارت دارد. تکذیب‌های مکرر ایران در مورد حضور سپاه پاسداران در عراق، ظاهراً میزان تأثیرگذاری سردار سلیمانی به حدی زیاد است که گزارش‌های بسیاری در مورد نقش مثبت او منتشر می‌شود.

### آماده‌باش ارتش ایران
نیروی زمینی ارتش ایران در مرزهای غربی و جنوب غربی کشور به حالت آماده‌باش درآمد.

### ارسال هواپیمای جنگنده
مؤسسه بین‌المللی پژوهش‌های استراتژیک در لندن (IISS) در روز (۲ ژوئیه/۱۱ تیر) در گزارشی خبر داد، شواهدی به دست آمد که حاکی از ارسال سه فروند جت جنگنده سوخو ۲۵ از سوی ایران به عراق بود. هواپیماهای سوخو به قطعاتی مختلف تقسیم شده بودند و با هواپیمای ترابری نظامی (پرواز مستقیم) به عراق تحویل داده شدند. این نوع جنگنده تنها در اختیار ایران است (این جنگنده‌ها رنگ و شماره مخصوص ایران را داشتند) و ایران این جت‌ها را همراه با خلبانانش به عراق داد. در گزارش نوشت شد که ایران دست‌کم ۱۰ خلبان از نیروی هوایی سپاه پاسداران انقلاب اسلامی را نیز به عراق فرستاده که در پروازهای عملیاتی به خدمت گرفته خواهند شد. همچنین خلبان ایرانی، شجاعت علمداری مورجانی در سامرا کشته و پیکر وی در ۱۳ تیر در شیراز تشییع شد.

### نیروهای ویژه ایرانی
در ۱۰ مرداد ۱۳۹۳، العربیه به نقل از الشرق الاوسط، ادعا کرد که ۲۰۰ نیروی ویژه ایرانی با تسهیلات ارائه شده از سوی حزب اتحادیه میهنی کردستان به ریاست جلال طالبانی، وارد استان کرکوک شدند. یک مسئول امنیتی کُرد در کرکوک خاطرنشان کرد: «نیروهای ایرانی، نیروهای ویژه هستند که آموزش جنگ چریکی دیده‌اند. آنها در دو روستای حسین اسلام و الامان در استان کرکوک مستقر شده‌اند. ایرانیان می‌گویند که برای جنگ علیه داعش، حمایت از مزارهای شیعه و شکست محاصره روستای شیعه ترکمن آمرلی آمده‌اند.»

### کشته‌های سپاه پاسداران در عراق
1. شجاعت علمداری مورجانی[۱۶۸]
2. روح‌الله مهرابی[۱۶۹]
3. حمیدرضا مرادی[۱۶۹]
4. حمیدرضا زمانی[۱۷۰]
5. وجاهت علی (تبعه پاکستان مقیم قم)[۱۶۹]
6. ذیشان حیدر (تبعه پاکستان مقیم قم)[۱۶۹]
7. سیدنقی سیدحسینی (تبعه پاکستان مقیم قم)[۱۷۱]
8. سیدمقبول حسینی (تبعه پاکستان مقیم قم)[۱۷۱]
9. باقر حسین (تبعه پاکستان مقیم قم)[۱۷۲]
10. سید تهذیب الحسن نقوی (تبعه پاکستان مقیم قم)[۱۷۲]
11. سیدمحمد تقی شمسی (تبعه پاکستان مقیم قم)[۱۷۲]
12. سید زاهد حسین نقوی (تبعه پاکستان مقیم قم)[۱۷۳]

### فتوای ناصر مکارم شیرازی
ناصر مکارم شیرازی، با صدور پیامی در پی حملات داعش به کشور عراق، گفت: «دفاع از تمامیت عراق مخصوصاً عتبات عالیات بر همه علاقه‌مندان به اسلام و اهل‌بیت به عنوان جهاد فی سبیل‌الله واجب است.»

### حمله هوایی به مواضع داعش
ابراهیم رحیم‌پور، معاون وزارت امور خارجه ایران، در ۱۴ آذر ۱۳۹۳ بمباران و حمله هواپیماهای ایرانی به گروه حکومت اسلامی در عراق را تأیید کرد و گفت که هدف از این حملات «دفاع از منافع دوستان ما در عراق بوده است و هرگونه عملیات نظامی برای کمک به دولت عراق، منوط به درخواست این دولت است.» وزارت دفاع ایالات متحده آمریکا (پنتاگون) وقوع چنین حملاتی را تأیید و جان کری، وزیر امور خارجه آمریکا، نیز از آن استقبال کرد.

### درستی یا نادرستی کمک نظامی ایران
بنابر گزارش روزنامه نیویورک تایمز، ایران در حال ارسال روزانهٔ ۱۴۰ تُن تسلیحات نظامی به عراق در قالب دو پرواز روزانه به فرودگاه بغداد است. این کمک‌های مالی، جدا از حضور قاسم سلیمانی و مستشاران نظامی ایران در این کشور است. ایران این قبیل گزارش‌ها را رد می‌کند و اعلام کرده، تنها در صورت درخواست رسمی مقامات عراقی، به این کشور کمک نظامی خواهد کرد. امیر عبدالهیان معاون وزارت خارجه می‌گوید اگر عراق درخواست نماید؛
در چارچوب حقوق بین‌الملل و قراردادهای متعارف و روشن تجهیزات نظامی به عراق ارسال خواهیم کرد. وی درعین حال افزود: تاکنون درخواستی نشده و عراق از توانایی لازم برخوردار است. روزنامه اطلاعات نوشت برخی از منابع خبری پیش از این مدعی شده بودند که ایران تجهیزات نظامی از جمله هواپیماهای بدون سرنشین به عراق ارسال کرده است.

### ارتباط جمهوری اسلامی با داعش
نظام جمهوری اسلامی ایران، افزون بر ارتباط با القاعده و طالبان، با داعش نیز ارتباط دارد.
همچنین بر پایهٔ برخی از منابع رسمی، نقش قاسم سلیمانی و نظام جمهوری اسلامی ایران در فروپاشی داعش، افسانه است و بلکه آن‌ها یکی از علل و تقویت داعش نیز بوده‌اند.

## اقدامات کردستان عراق

### نیروهای پیش‌مرگ

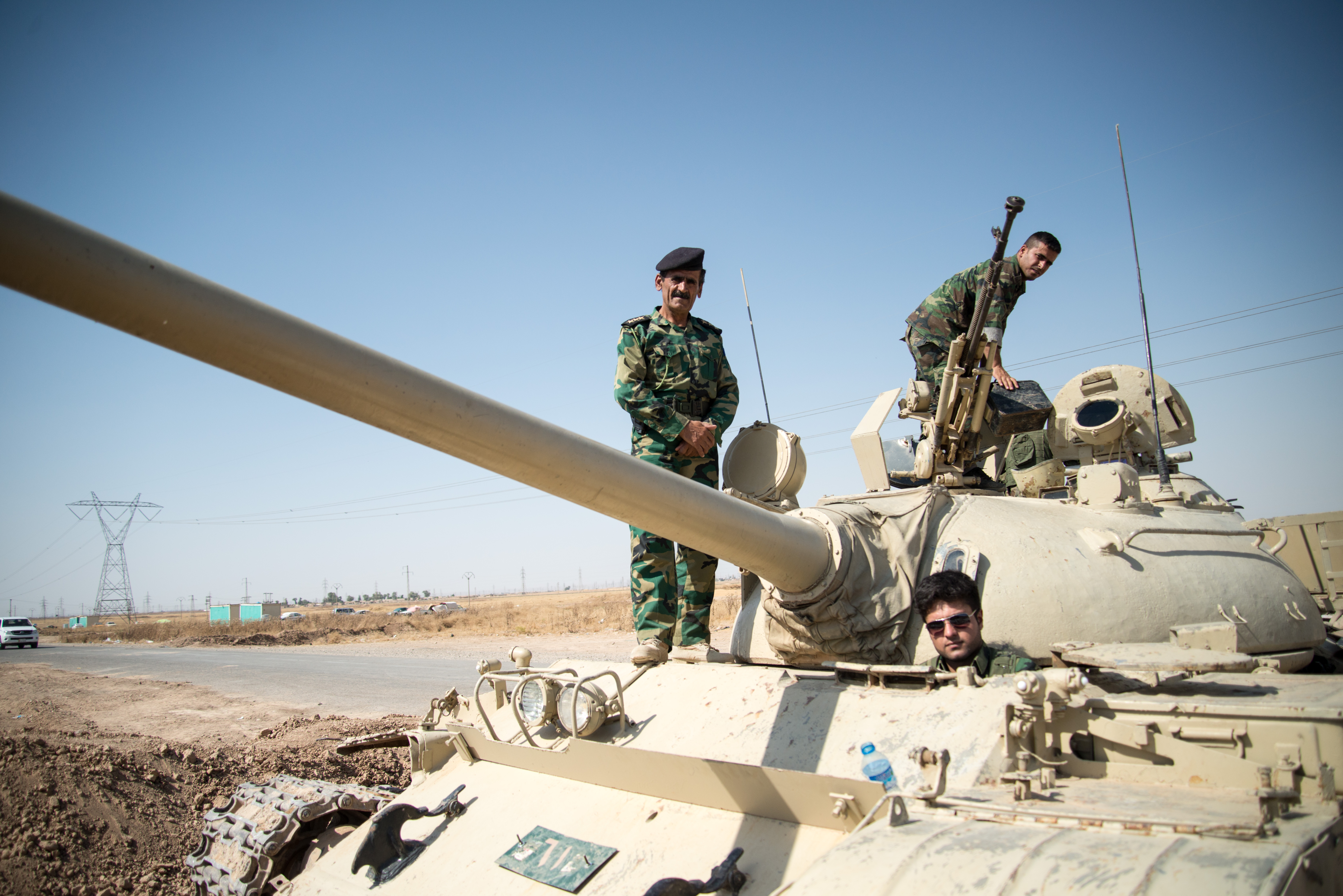
نیروهای پیشمرگ در خارج از کرکوک با تانک تی ۵۵

سرلشکر شیرکو رئوف گفت که نیروهای پیش‌مرگ در پایگاه نظامی تل الورد و دیگر مراکز نظامی منطقه الرشاد در ۲۵ کیلومتری جنوب‌غربی استان کرکوک مستقر شده‌اند تا خلأ امنیتی ناشی از عقب‌نشینی نیروهای تیپ ۱۲ ارتش عراق از این منطقه را برطرف سازند.
در پی تسلط اعضای داعش بر شهر تکریت به‌طور کامل درگیری‌های دیگری در مناطق دهوک و سامراء میان اعضای داعش و نیروهای گارد منطقه کردستان عراق (پیشمرگ) رخ داد. همچنین درگیری‌هایی در سامرا بین نیروهای عراقی و نظامیان داعش در ورودی شمالی شهر واقع در ۱۱۰ کیلومتری شمال بغداد روی داد.
حدود ۵۰۰ دختر کرد از نیروهای پیشمرگه کردستان عراق در سلیمانیه خود را آماده نبرد با داعش کردند. برخلاف دیگر اقوام عراق، در میان کردها از دیرباز زنان نیز در کنار مردان در جنگ‌ها شرکت داشته‌اند. این افراد که بین ۱۸ تا ۴۵ سال سن دارند طوری آموزش دیدند که تحت شرایط سخت جنگی، قادر به نبرد باشند.
به‌طور کلی ارتش پیش‌مرگ از چندین بخش تشکیل شده بود؛ نیروهای وزارت پیشمرگ، پلیس محلی، پلیس فدرالی، پیشمرگ‌های داوطلب مردمی و همچنین باقی احزاب مسلح اپوزیسیون‌های ایران و ترکیه مثل p.k.k یا با هماهنگی عملیات کرده یا پیشمرگ‌هایشان به وزارت پیشمرگ رفتند و با داعش جنگیدند.
حزب دمکرات کردستان ایران.
حزب کومله کردستان.
حزب حیات کردستان و…

### احتمال تجزیه عراق و استقلال کردستان
مسعود بارزانی رهبر منطقه کردستان عراق قویا اشاره کرد که برای کسب استقلال رسمی از باقی عراق تلاش خواهد کرد. او در مصاحبه‌ای گفت: «معلوم است که عراق دارد از هم می‌پاشد…. وقت آن است که مردم کردستان آینده خود را تعیین کنند و تصمیم مردم هرچه باشد آن را اجرا خواهیم کرد.» نچیروان ادریس بارزانی، نخست‌وزیر اقلیم خودمختار کردستان عراق هم گفت که ممکن است همه عراق نتواند در آینده به صورت یک کشور باقی بماند همچنین بازگشت به شرایط پیش از پیروزی‌های داعش بسیار دشوار خواهد بود. در ۱۲ تیر ۱۳۹۳ مسعود بارزانی، از پارلمان این اقلیم خواست برای برگزاری همه‌پرسی دربارهٔ استقلال کردستان از عراق تاریخ تعیین کند. وی گفت: «آنچه در کشور به وقوع می‌پیوندد نشان دهنده شکست سیاست‌های نوری مالکی نخست‌وزیر عراق است، ما ۶ ما پیش به نوری مالکی هشدار دادیم اما او به هشدارهای ما گوش نداد و این هم نتایج آن است». بارزانی گفت: «برای تعیین سرنوشت ملت کرد از حمایت‌های بین‌المللی برخورداریم و آنهایی که از ما حمایت نمی‌کنند نیز دشمن ما نیستند.»

### انضمام کرکوک به کردستان
بارزانی گفت از سازمان ملل متحد خواسته است تا در برنامه‌ریزی برای برگزاری رفراندومی در کرکوک برای انضمام این استان به کردستان، بر اساس ماده ۱۴۰ قانون اساسی عراق کمک کند. وی پس از دیداری با نیکولای ملادنف، نماینده ویژه سازمان ملل در عراق گفته بود ما از سازمان ملل می‌خواهیم تا در تحولات کرکوک و دیگر مناطق مورد مناقشه عراق، جایی که قرار است رفراندومی شفاف برگزار کنیم، مشارکت داشته باشد. بارزانی در ۱۲ تیر ۱۳۹۳ پارلمان با اشاره به این اختلاف، گفت: «ما ۱۰ سال صبر کردیم که در چارچوب قانون اساسی عراق و طبق ماده ۱۴۰ اختلاف نظر دربارهٔ کرکوک را حل کنیم ولی همه تلاش‌ها بی‌نتیجه بود.»
پس از آنکه ارتش عراق به دنبال حملات گسترده شبه نظامیان داعش از شهر کرکوک خارج شد، نیروهای پیشمرگه حکومت اقلیم کردستان عراق کنترل این شهر نفت‌خیز را به دست گرفتند. بارزانی تأکید کرد: «پیشمرگ‌های کرد از مناطقی که اکنون تحت کنترل آنهاست خارج نخواهند شد.» پیشتر بارزانی با ادعای این مسئله که کرکوک جزو منطقه کردستان عراق است گفته بود که اقلیم کردستان عراق مجبور نیست بهای سیاست‌های اشتباه بغداد را بپردازد.

#### واکنش‌ها به استقلال کردستان
جان کری، وزیر خارجه ایالات متحده آمریکا گفت که کردستان را یک ناحیه مجزا نمی‌داند و تأکید کرد که ایالات متحده آمریکا معتقد است «یک عراق متحد قوی‌تر خواهد بود.» همچنین بخش بزرگی از جامعه جهانی، به ویژه ترکیه و دیگر کشورهای غربی مخالف تجزیه عراق هستند.
بنیامین نتانیاهو، نخست‌وزیر اسرائیل، روز (۲۹ ژوئن/ ۸ تیر) از استقلال کردهای عراق در جهت ایجاد امکان همکاری‌های گسترده‌تر با «نیروهای میانه‌رو در منطقه» حمایت کرد. نتانیاهو در سخنرانی‌اش کردها را «ملت مبارزی» خواند که «تعهدات سیاسی خود را اثبات کرده‌اند و ارزش استقلال را دارند.» اسرائیل از دهه ۱۹۶۰ روابط تجاری، اطلاعاتی و نظامی محتاطانه‌ای با کردها برای توازن قوای خود با کشورهای عرب منطقه برقرار کرده است.
صالح مسلم رهبر کردهای سوریه و حزب دمکراتیک کردستان سوریه گفت: جدایی کردها از عراق مورد تأیید ما نیست، در شرایط فعلی جدایی منطقه کردستان عراق از کل عراق به نفع کردها نخواهد بود. تجزیه کشورها و رودررو قرار دادن ملیت‌ها با یکدیگر عملی صحیح نیست. وی با ادعای این که الگوی دولت ملی در قرن ۲۱ کارایی ندارد، افزود: الگوی دولت ملی، قومیت‌های مختلف را رودرروی یکدیگر قرار می‌دهد و کسی این مدل را در قرن حاضر قبول ندارد. او گفت: ما از جدایی از سوریه دفاع نمی‌کنیم، کردها و سوری‌ها درصدد ساختن یک سوریه مبتنی بر حقوق بشر با هم یاری یکدیگر هستند.
حسین امیرعبداللهیان، معاون عربی آفریقایی وزارت امور خارجه ایران، گفت که این کشور هرگز اجازه تجزیه عراق را نمی‌دهد و این موضوع را «به صراحت» به دولت اقلیم کردستان اعلام کرده است. وی گفت: ایران جلوی تحقق «رویاهای نتانیاهو» را خواهد گرفت. امیرعبداللهیان با «دوستانه» توصیف کردن روابط ایران و رهبران کردستان عراق، این رهبران را به «خویشتن‌داری» فراخواند و تأکید آنان بر برگزاری همه‌پرسی را «شتابزده» دانست.
عبدالفتاح سیسی، رئیس‌جمهور مصر گفت: همه‌پرسی که هم‌اکنون کردها به منظور جدایی از عراق، خواهان برگزاری آن هستند در واقع سرآغاز فاجعه‌ای برای عراق خواهد بود که از دولت کردستان شروع و بعد از آن به مناطق کردنشین سوریه و دیگر مناطق اردن که در آن زندگی می‌کنند، کشیده می‌شود. چنین رفراندومی باعث شروع فروپاشی «فاجعه آمیز» عراق و تبدیل آن به کشورهای کوچک می‌شود که اکنون با حمله داعش شروع شده است.
در میان ۱۵ حزب و گروه سیاسی کردستان ایران از جمله «حزب دمکرات کردستان ایران»، «حزب دمکرات کردستان»، «حزب کومله کردستان ایران» و «پژاک» به عنوان احزاب تأثیرگذار از برگزاری همه‌پرسی در اقلیم کردستان عراق حمایت کرده‌اند. حتی پژاک هم پذیرفته است به آراء مردم کردستان عراق در همه‌پرسی احترام بگذارد.

### کندن خندق (کَندَگ)
مسئولان اقلیم کردستان عراق اعلام کردند که این اقلیم با حفر خندقی طولانی از مرزهای سوریه تا مرز ایران، خود را از مناطق متشنج جدا می‌کند و هم‌اکنون عملیات حفر این خندق از مرزهای اربیل، موصل و اطراف کرکوک و دهوک آغاز شده است. وزارت پیش‌مرگ اقلیم کردستان عراق اعلام کرد که این اقلیم حفاری خندق را در مرزهای خود با مناطقی که ارتش عراق از آن‌ها عقب‌نشینی کرده است آغاز کرده و این خندق از شهر مرزی ربیعه، سوریه در مرز عراق با سوریه در استان نینوا آغاز و در مرزهای عراق و ایران در شهر جلولا، در استان دیالی پایان می‌یابد.